# Sistema de castas nas colônias espanholas

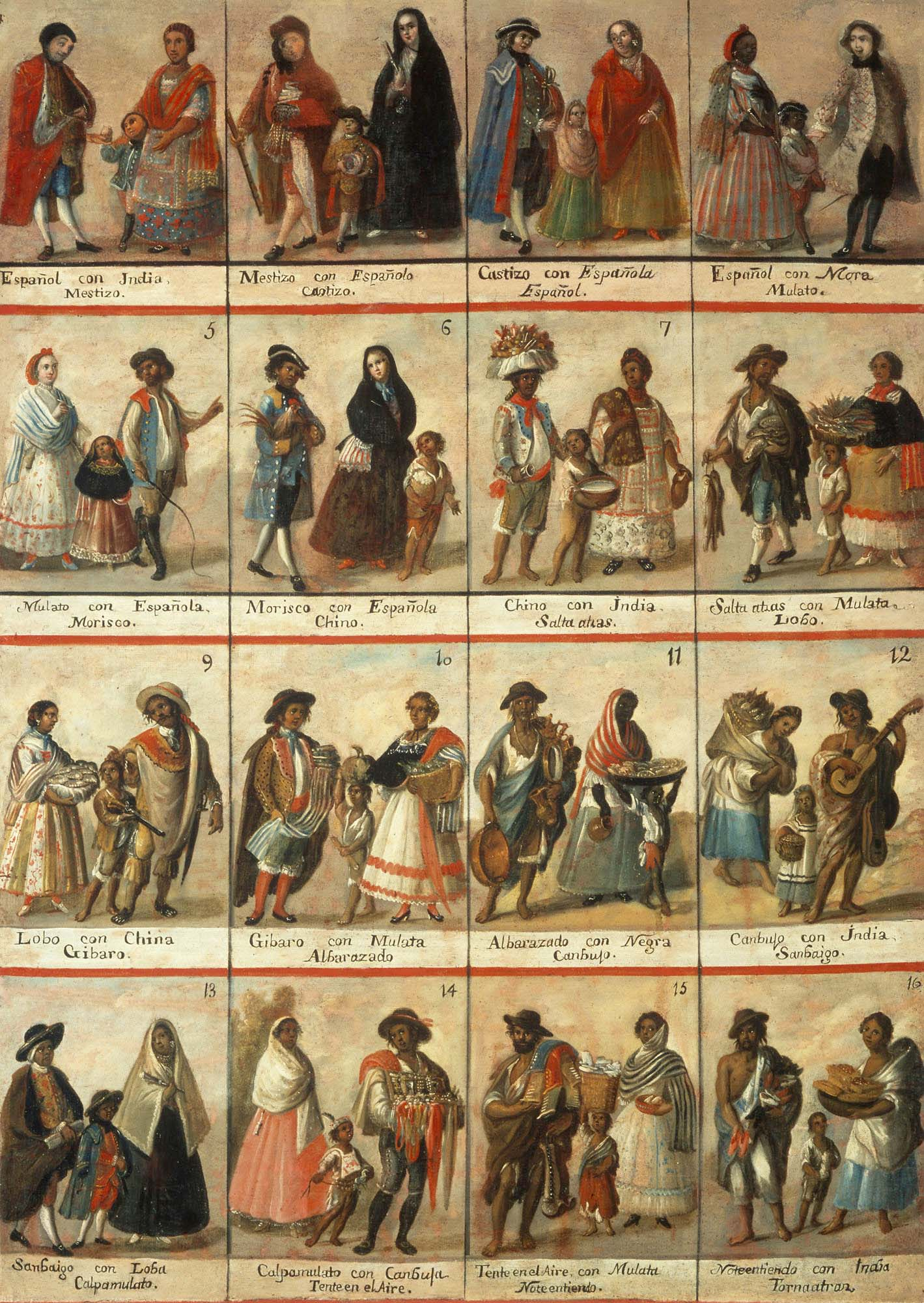
Sistema de castas. Anônimo, século XVIII. Museo Nacional del Virreinato (Tepotzotlán).

O sistema de castas nas colônias espanholas é um conceito historiográfico questionado segundo o qual o Império Espanhol, durante a administração de suas possessões na América, teria classificado as pessoas por raça e cruz étnica para organizar um sistema social estratificado. Essa ideia foi formulada pela primeira vez na década de 1940 pelos indigenistas argentino Ángel Rosenblat e o mexicano Gonzalo Aguirre Beltrán, em suas obras A população indígena da América, de 1492 até o presente (1945) e A população negra do México 1519-1810 (1946), respectivamente.
De acordo com esse sistema, a sociedade americana sob a administração espanhola era organizada como uma pirâmide hierárquica que colocava os espanhóis (peninsulares e criollos) no topo e sob eles a maioria da população composta por índios, negros (trazidos da África ) e castas (descendentes das relações sexuais entre os três grandes ramos étnicos anteriores). Robert Cope a define como "uma ordem hierárquica de grupos raciais classificados de acordo com a proporção de sangue espanhol". Alguns autores consideram que há uma continuidade entre o sistema de castas colonial e os processos atuais de discriminação racial nos países hispano-americanos, embora outros apontem para as ideias de racismo biológico ocorrido no século XIX que levaram à marginalização, senão a extermínio racial deliberado, chamado de limpeza étnica nos países recém-independentes como por exemplo a Conquista do Deserto desenvolvida na Argentina.
Existe controvérsia sobre a realidade histórica desse fenômeno. Autores como Magnus Mörner e Edward Telles assumiram sua veracidade, outras figuras como Pilar Gonzalbo, Berta Ares e Joanne Rappaport consideram-no essencialmente uma deturpação historiográfica moderna. Um estudo dos arquivos históricos do México realizado em 2018 apoiou essas últimas conclusões.

## "Pureza de sangue" e a evolução da classificação racial

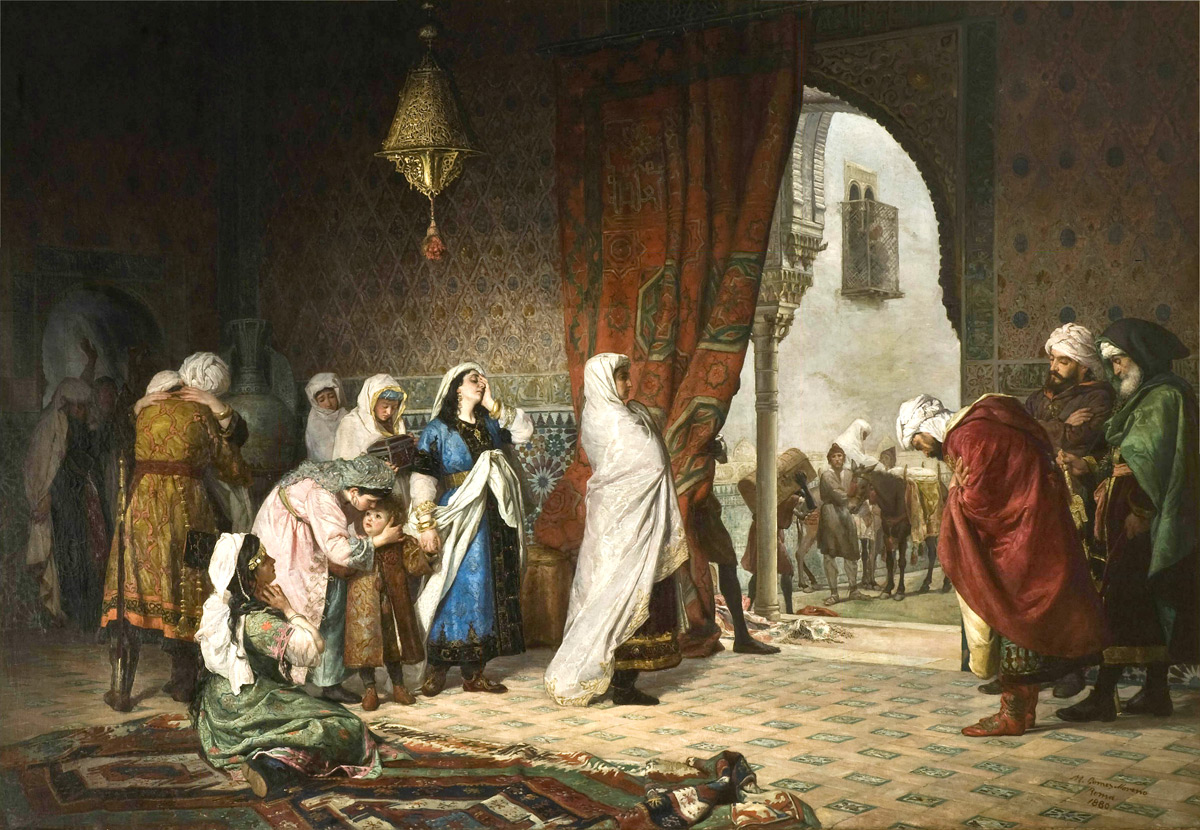
A família de Muhammad XII na Alhambra momentos após a queda de Granada

A ideia de "pureza de sangue" originou-se sob o domínio árabe e se desenvolveu na Espanha cristã para denotar aqueles sem a "mancha" da herança judaica. Isso estava ligado à religião e às noções de legitimidade, linhagem e honra depois que a Espanha recuperou o território mouro. Essa ideia foi institucionalizada durante a Inquisição, que só permitiu que espanhóis que provassem não ter sangue judeu e mouro emigrassem para a América. Tanto na Espanha quanto no Novo Mundo, cripto-judeus (convertidos que continuaram a praticar o judaísmo em segredo) foram perseguidos. Vários atos de fé na Nova Espanha em meados do século XVII caracterizaram a punição pública dos condenados por serem "judaizantes".
O sistema de castas supostamente derivaria da noção de pureza de sangue que existia na Espanha antes da chegada de Colombo à América, que foi promovida pela Inquisição, distinguindo entre "cristãos antigos" e "novos cristãos". A necessidade de uma definição legal de quem deve ser considerado "novos cristãos" levou a inquisição a desenvolver e propagar os Estatutos da Purificação de Sangue na Espanha e na América devido a preocupações sobre a ancestralidade contaminada de judeus ou muçulmanos em uma linha família. Cada organização estabeleceu seu próprio procedimento para testar a limpeza do sangue, bem como o número de gerações que precisava passar para que uma pessoa fosse considerada “limpa”. O teste usual era para cinco testemunhas para atestar o conhecimento do candidato, seu bom nome e pureza de sangue. A isso se acrescenta a falta de antecedentes na Inquisição, tanto da pessoa em questão quanto de sua família, podendo chegar em alguns casos a sete gerações sem antecedentes. “Desta forma, a inquisição desempenhou um papel decisivo no surgimento de uma ideologia espanhola e cristã obcecada pela genealogia e pela ideia de que ter uma 'linhagem pura' era o sinal indiscutível de relevância aristocrática, não tanto para uma fé comum, mas para um status humano superior ”. No final do século XVI, algumas investigações de ancestralidade classificavam como “manchas” qualquer ligação com negros africanos e, às vezes, misturas com indígenas que produziram mestiços. A evidência de pureza de sangue pobre teve consequências para o casamento, elegibilidade para cargos, entrada para o sacerdócio e emigração para os territórios ultramarinos da Espanha. Ter que produzir registros genealógicos para provar a ancestralidade de alguém levou a um comércio na criação de genealogias falsas.
A ideia na Nova Espanha de que o sangue nativo ou “índio” de uma linhagem era uma impureza pode ter surgido com o otimismo dos primeiros franciscanos sobre a criação de padres indígenas formados no Colégio Santa Cruz de Tlatelolco. No século XVII, na Nova Espanha, as idéias de pureza de sangue eram associadas a "os espanhóis e a brancura, mas passaram a trabalhar junto com as categorias socioeconômicas", de modo que uma linhagem com alguém que fazia trabalho manual foi obscurecida por esta conexão.
Os índios do centro do México também foram afetados por essa ideia, mas ao contrário. Nas comunidades indígenas, "os chefes e governantes locais receberam um conjunto de privilégios e direitos com base em suas linhagens pré-hispânicas e na aceitação da fé católica". Os nobres indígenas apresentaram provas (probanzas) de sua pureza de sangue para fazer valer seus direitos e privilégios que foram estendidos a eles e suas comunidades. Isso apoiou a república indígena, uma divisão legal da sociedade que separava os indígenas dos não indígenas (república espanhola).
O sistema de casta tinha efeitos em todos os aspectos da vida, incluindo economia e tributação. Tanto o estado colonial espanhol quanto a Igreja exigiam mais pagamentos de impostos e tributos daqueles de categorias sócio-raciais mais baixas. Em meados do século XVIII, o ritmo da mistura racial (mestizaje) aumentou na Nova Espanha, as mudanças políticas das reformas borbônicas privilegiaram os espanhóis peninsulares sobre os espanhóis nascidos na América e as pinturas de casta começaram a ser produzidas em grande número no México. As pinturas de casta eram uma nova forma de arte secular, uma exceção notável à natureza secular do gênero é a pintura de 1750 de Virgem de Guadalupe de Luis de Mena com As castas. Foi também nesse período em que o poder do sistema de castas diminuiu significativamente.

## Mestiçagem nas colônias espanholas

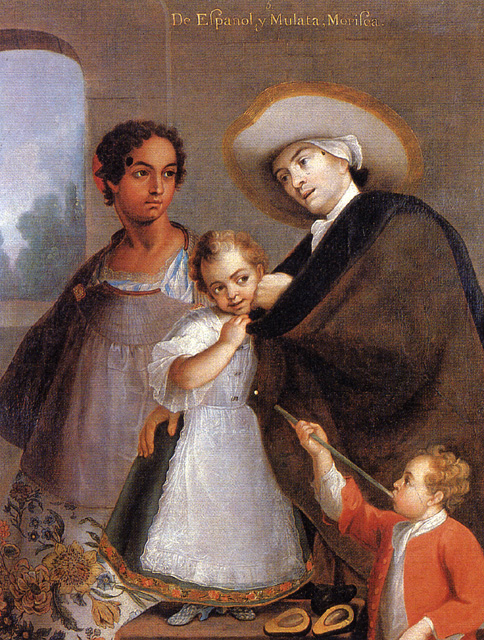
De español y mulata, morisca. Miguel Cabrera, 1763

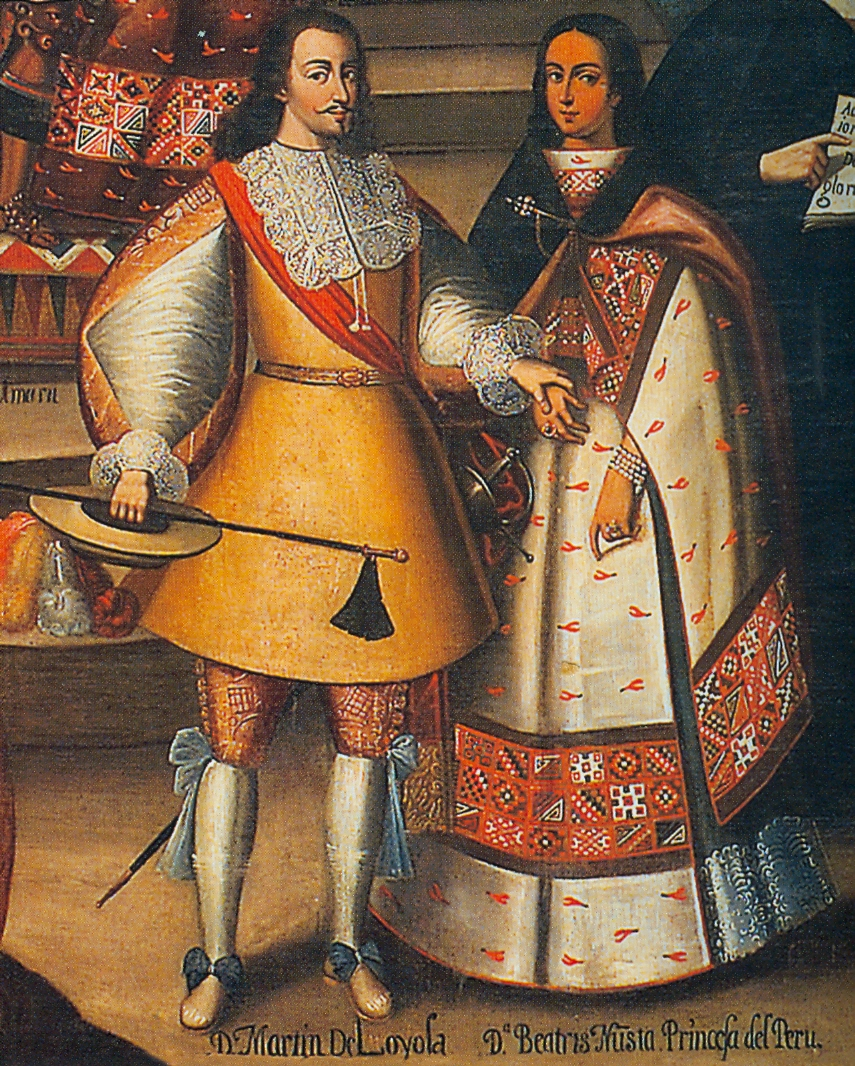
Retrato da princesa inca Beatriz Clara Coya e seu marido, o governador Martín García Óñez de Loyola.

O processo da mescla de etnias por meio da união de pessoas de diferentes raças era conhecido como mestiçagem (em espanhol: mestizaje). Inicialmente havia três categorias raciais na região. Eles geralmente se referiam à multiplicidade de povos indígenas americanos como "índios" (indios), um termo espanhol aplicado, mas raramente usado pelos próprios ameríndios. Os da Espanha chamavam-se españoles, que no final do período colonial era ainda mais restrito aos nascidos na Península Ibérica, chamados de peninsulares, enquanto os espanhóis nascidos na América eram chamados de criollos. O terceiro grupo eram africanos negros, chamados negros, trazidos como escravos desde os primeiros dias do império espanhol no Caribe.
Havia menos mulheres espanholas do que homens imigrando para o Novo Mundo e menos mulheres negras do que homens, de modo que descendentes mestiços de espanhóis e negros eram muitas vezes o produto de ligações com mulheres indígenas.
No século XVI, o termo casta, uma categoria coletiva para indivíduos mestiços, surgiu à medida que os números cresciam, particularmente nas áreas urbanas. A coroa dividiu a população do seu império ultramarino em duas categorias, separando os índios dos não-índios. Os indígenas formavam a República de Indios, a outra a República de Españoles, essencialmente a esfera hispânica, de modo que os espanhóis, os negros e as castas mestiças eram agrupados nessa categoria. Censos oficiais e registros eclesiásticos marcavam a categoria racial de um indivíduo, de modo que essas fontes podem ser usadas para traçar padrões socioeconômicos, padrões de residência e outros dados importantes. Agrupamentos raciais gerais tinham seu próprio conjunto de privilégios e restrições, legais e costumeiros. Assim, por exemplo, apenas espanhóis e indígenas, que eram considerados as sociedades originais dos domínios espanhóis, reconheceram aristocracias. Além disso, na América e em outras possessões ultramarinas, todos os espanhóis, independentemente do histórico de classe de sua família na Europa, passaram a se considerar iguais à hidalgía peninsular e esperavam ser tratados como tal. O acesso a esses privilégios e até mesmo a classificação racial percebida e aceita de uma pessoa, no entanto, também eram determinados pela posição socioeconômica dessa pessoa na sociedade.
Outra terminologia para classificação é a categorização baseada no grau de integração à cultura hispânica, que distinguia entre gente de razón (hispânicos, literalmente, "gente da razão") e gente sin razón (nativos não-aculturados).
No entanto, o sistema de castas nunca foi infalível e houve um cruzamento permanente e uma miscigenação maciça na sociedade. Durante as primeiras décadas coloniais, os espanhóis no Novo Mundo tinham uniões e casamentos com mulheres indígenas, resultando em gerações de crianças mestiças. Em 1753, foi afirmado sobre as castas que "não haverá ninguém que se atreva a distingui-las" ou sua distinção "nunca teria fim". O colapso do sistema de castas foi produzido pela grande mobilidade social, produto da mesma miscigenação. Desse modo, houve um processo de amálgama de castas formadas por tipos humanos relativamente uniformes em costumes, idéias e status social.
Em sua análise do censo de 1790 da Cidade do México e seus arredores, Dennis Nodin Valdés mostra que a maior metrópole colonial tinha uma proporção maior de espanhóis e mestiços do que de índios. Além disso, havia uma maior proporção de pessoas de raça mista do que na zona rural circundante, que era dominada por índios. Ele comparou a população da capital da Nova Espanha com o censo da Intendência do México em 1794.
O número total de residentes da Cidade do México contados em 1793 era de 104.760 (o que exclui 8.166 militares) e na intendência como um todo 1.043.223 pessoas, excluindo 2.299 militares. Tanto na capital quanto na intendência, a população européia era a menor porcentagem, com 2.335 na capital (2,2%) e a intendência, 1.330 (0,1%). O total de espanhóis (españoles) era de 50.371 (48,1%), com a Intendência contando 134.695 (12,9%).
Para os mestiços (que ele fundiu os castizos), na capital havia 19.357 (18,5%) e na intendência 112.113 (10,7%). Para a categoria mulato, a capital apresentou 7.094 (6,8%) com a intendência apresentando 52.629 (5,0%). Não há aparentemente nenhuma categoria separada para negros. A categoria indígena apresentou 25.603 (24,4%) na capital, sendo que na intendência foi de 742.186 (71,1).
A capital tinha a maior concentração de espanhóis e castas, e o campo era esmagadoramente indígena. A população da capital “indica que as condições favoráveis à mestiçagem eram mais favoráveis na cidade do que as áreas periféricas”. No recenseamento de 1811 da Cidade do México por setores residenciais, não há evidência de segregação por raça, uma descoberta importante. A maior concentração de espanhóis estava em torno da traza, o setor central da cidade onde as instituições civis e religiosas estavam sedeadas e onde havia a maior concentração de mercadores ricos. Mas os não-espanhóis também moravam lá. Indígenas foram encontrados em maiores concentrações nos setores periféricos da capital.
Longas listas de diferentes termos encontrados em pinturas de casta não aparecem na documentação oficial; apenas contagens de espanhóis, mestiços, negros e mulatos e indígenas (índios) foram encontrados nos censos. No final do período colonial em 1821, existiam mais de cem categorias de possíveis variações de mestiçagem.

## Criticas
Vários historiadores têm questionado a existência desse fenômeno na dinâmica histórica sócio-política, considerando que poderia ser uma invenção moderna, surgida na década de 1940, que distorceria os qualificadores e o léxico da cultura colonial para resultar no sistema que está exposto. A historiadora Pilar Gonzalbo dedicou um estudo intitulado The Caste Trap para descartar a ideia desse tipo de regulação social na Nova Espanha, desde que esse sistema fosse entendido como uma "organização social baseada na raça e sustentada pelo poder coercitivo" na da forma como seus dois principais divulgadores reivindicaram.
Joanne Rappaport, em seu livro de 2013 The Disappearing Mestizo, também rejeitou o sistema de castas por seus problemas de interpretação histórica, incluindo a dificuldade de aplicar este modelo a todo o mundo colonial e a fragilidade da relação entre "casta" e "raça" que poderia ter sido encontrada neste período. Ben Vinson, em um estudo dos arquivos históricos do México realizado em 2018, abordando a questão da diversidade racial no México e sua relação com a Espanha imperial, ratificou essas conclusões.

## Terminologia racial
Embora o sistema pudesse conter mais de trinta categorias, a necessidade prática reduziu esse número para sete grupos classificados da seguinte maneira: españoles, castizos, moriscos, mestizos, índios e africanos. Os termos para as misturas raciais mais complexas tendem a variar em significado e uso de região para região (por exemplo, conjuntos diferentes de pinturas de casta dão um conjunto diferente de termos e interpretações de seu significado).
Na maior parte, apenas os primeiros termos nas listas eram usados em documentos e na vida cotidiana, sendo a ordem decrescente geral de precedência:
1. Español (fem. española) – pessoa de ascendência espanhola ou europeia; um termo guarda-chuva, subdividido em Peninsulares e Criollos
  - Peninsular – um europeu nascido na Espanha que mais tarde se estabeleceu nas Américas;
  - Criollo (fem. criolla) –uma pessoa branca com descendência européia nascida nas Américas;
2. Castizo (fem. castiza) – uma pessoa com ancestrais principalmente europeus e alguns ameríndios nascidos em uma família mista; o filho de um castizo e um espanhol era considerada español.
3. Mestizo (fem. mestiza) – uma pessoa de ascendência mista européia e ameríndia;
4. Indio (fem. India) – uma pessoa de ancestralidade ameríndia pura;
5. Pardo (fem. parda) – uma pessoa de ascendência mista branca européia, ameríndia e africana;
6. Mulato (fem. mulata) – uma pessoa de ascendência mista branca europeia e negra africana;
7. Zambo (fem. zamba) – uma pessoa de ascendência negra africana e ameríndia nativa;
8. Negro (fem. negra) – uma pessoa de ascendência negra africana, principalmente escravos africanos e seus descendentes.

### Españoles(Espanhóis)
Eram pessoas de ascendência espanhola. Pessoas de ascendência europeia que se estabeleceram na América espanhola e se adaptaram à cultura hispânica, como Pedro de Gante (de Gante) e os marqueses de Osorno e Croix, também teriam sido consideradas españoles. Além disso, como observado acima, muitas pessoas com alguns ancestrais ameríndios eram considerados españoles.
Españoles eram uma das três "raças" originais, sendo as outras duas ameríndias e negras. Tanto os espanhóis imigrantes como os nascidos na América (crioulos) geralmente compartilhavam os mesmos direitos e privilégios, embora houvesse alguns casos em que a lei diferenciava entre eles. Por exemplo, tornou-se costumeiro em alguns cabildos municipais alternar entre um europeu e um americano para o cargo de alcalde. Os españoles eram, portanto, divididos em:

#### Peninsulares(Espanhóis e outros europeus nascidos na Europa)
Pessoas de ascendência espanhola nascidas na Espanha (ou seja, da Península Ibérica, daí o seu nome). Geralmente, havia dois grupos de peninsulares. O primeiro grupo incluía aqueles que foram nomeados para trabalhos importantes no governo, no exército e na Igreja Católica pela Coroa. Este sistema pretendia perpetuar os laços da elite governante com a coroa espanhola. A teoria era que um estranho deveria ser nomeado para governar uma certa sociedade, portanto um novo espanhol não seria nomeado vice-rei da Nova Espanha. Esses funcionários geralmente tinham uma longa história de serviço à Coroa e eram movidos pelo Império com frequência, como em cargos de carreira no serviço civil. Eles geralmente não moravam permanentemente em nenhum lugar da América Latina.
O segundo grupo de peninsulares fixou-se permanentemente em uma região específica e passou a ser associado a ela. A primeira onda foram os colonos originais, os Conquistadores, que se tornaram lordes de uma área através do seu ato de conquista. Nos séculos após a conquista, mais peninsulares continuaram a imigrar para a Nova Espanha sob diferentes circunstâncias, geralmente por razões comerciais. Alguns vieram como servos contratados de famílias crioulas estabelecidas para ganhar a  passagem. Os peninsulares eram de todas as classes socioeconômicas na América. Depois que se estabeleceram, tendiam a formar famílias, de modo que peninsulares e crioulos eram unidos e divididos por laços familiares e tensões.

#### Criollos(Espanhóis e outros europeus nascidos na América)
Um termo espanhol que significa "nascido e criado localmente", criollo historicamente foi aplicado a pessoas não indígenas brancas e negras nascidas na América, além de animais e produtos. Por causa da falta de pessoas brancas nas colônias espanholas, durante as primeiras gerações após a conquista, criollos biológicos legitimamente nascidos (ou seja, fruto de casamentos) eram simplesmente considerados españoles criollos.  Na historiografia de hoje, o termo "criollo" abrange apenas as pessoas brancas nascidas na América, que tinham descendentes espanhóis ou europeus não misturados tanto matrilineares como patrilineares. Na realidade do período, como observado, muitos criollos acabaram cruzando com mestiços e castizos financeiramente bem sucedidos, que fisicamente pareciam brancos, mas tinham algum ancestral nativo. O conhecimento de ancestralidade mista era geralmente desconsiderado para famílias que mantiveram certo status e foram aceitas como criollos.
Muitos dos criollos de segunda ou terceira geração tornaram-se ricos donos de minas ou fazendas. Famílias crioulas que se tornaram extremamente ricas se juntaram às fileiras da alta nobreza do Império Espanhol. Ainda assim, a maioria fazia parte do que poderia ser chamado de pequena burguesia e alguns eram pobres.
Normalmente, os crioulos era,m nomeados para os cargos de governo de nível inferior - no entanto, eles tinham representação considerável nos conselhos municipais. Mas, com a venda de cargos iniciada no final do século XVI, eles conseguiram acesso a cargos de alto nível, como os juízes das audiências regionais. As guerras de independência do século XIX eram frequentemente caracterizadas como uma luta entre peninsulares e crioulos, mas ambos os grupos podem ser encontrados em ambos os lados das guerras.

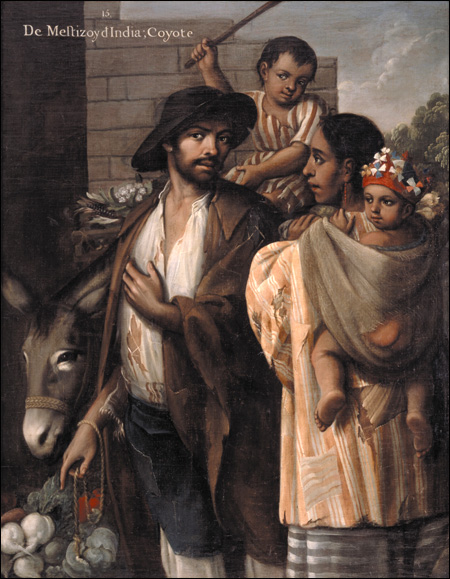
De Mestizo y d'India; Coyote. Miguel Cabrera, 1763

### Indios(Nativos americanos)
Os habitantes originais das Américas foram considerados uma das três "raças puras" da América espanhola; Sob a lei colonial espanhola, eles eram classificados e regulamentados como menores de idade e, como tal, deveriam ser protegidos por oficiais reais.Na prática, eles frequentemente sofriam repressões e abusos pelas elites locais. Após a conquista inicial, as elites dos estados inca, asteca e outros ameríndios foram assimiladas à nobreza espanhola através de casamentos mistos.
A nobreza nativa regional, onde existia, foi reconhecida e redefinida segundo os padrões europeus pelos espanhóis. Tinham que lidar com a dificuldade de existir em uma sociedade colonial, mas permaneceram em vigor até a independência em 1821. Os ameríndios podiam pertencer a qualquer classe econômica dependendo de sua riqueza pessoal, mas a maioria era de camponeses e pobres.

### Mestizos(Nativo americano e europeu)
Pessoas com ascendência espanhola e ameríndia. O termo foi originalmente associado com a ilegitimidade, porque nas gerações após a conquista, crianças mestiças nascidas em matrimônio recebiam uma identidade ameríndia ou espanhola, dependendo da cultura em que foram criadas. O número de mestiços oficiais só aumenta nos censos após a segunda metade do século XVII, quando surgiu uma comunidade considerável e estável de pessoas mestiças, sem pretensões de serem ameríndios ou espanhóis.

### Castizos(Europeu com alguma ascendência indígena)
Um dos muitos termos usados descrever pessoas com diferentes graus de mistura racial. Neste caso, os castizos eram misturas de mestiço e espanhol. Os filhos de um castizo com um espanhol ou outro castizo, foram muitas vezes classificados e aceitos como criollos.

### Cholos(Nativo americano com mestiço)
Pessoas filhas de ameríndios e mestiços.

### Pardos(Europeu, africano e americano nativo)[37]
Pessoas que são o produto da mistura de gerações de europeus, africanos negros e ameríndios. Essa mistura pode vir de um espanhol branco tendo um filho com um zambo, um ameríndio tendo um filho com um mulato, ou um africano negro tendo um filho com um mestiço. O termo é atualmente usado no Brasil, onde a população parda forma um pouco menos da metade da população (embora pardo em português signifique apenas marrom e seja usado para qualquer tipo de ancestralidade de raça mista que não seja a mistura de branco e asiático). Pardos na América espanhola são comuns no Caribe, como Porto Rico, República Dominicana e Cuba.

### Mulatos(Africano e europeu)
Pessoas da primeira geração de um ancestral espanhol e negro/africano. Se eles tivessem nascido escravizados (isto é, a mãe deles era escrava), eles seriam escravos, a menos que fossem libertos pelo seu senhor ou alforriados. Na linguagem popular, mulato também poderia denotar um indivíduo de ascendência mista africana e nativa americana.
Outros termos para descrever outros graus de mistura incluíram, entre muitos outros, morisco, (não confundir com o peninsular mourisco, do qual o termo foi emprestado) uma pessoa de pais mulatos e espanhóis, isto é, um quadroon, e Albino (derivado de albino), uma pessoa de Morisco e pais espanhóis, isto é, um octoroon.

### Zambos(Nativo americano e africano)
Pessoas que possuíam ancestrais ameríndios e negrss. Como com os mulatos, muitos outros termos existiam para descrever o grau de mistura. Estes incluíam Chino e Lobo. Chino geralmente era alguém filho de mulatos e ameríndios. A palavra chino deriva da palavra espanhola cochino, que significa "porco", e a frase pelo chino, que significa "cabelos encaracolados", é uma referência à casta, que possui cabelo crespo ou encaracolado.
Uma vez que houve alguma imigração das Índias Orientais Espanholas durante o período colonial, o termo chino geralmente é confundido, até mesmo por historiadores contemporâneos, como uma palavra para designat os povos asiáticos, que é o significado principal da palavra, mas não geralmente no contexto das castas. Já o termo lobo poderia descrever uma pessoa de pais negros e ameríndios (e, portanto, um sinônimo para zambo), ou alguém de pais ameríndios e torna atrás (um termo antigo usado para descrever uma pessoa mestiça que apresentava características fenotípicas de apenas uma das "raças originais")

### Negros(Africanos)
Juntamente com os espanhóis e os ameríndios, esta era a terceira raça original neste paradigma, que estava mais baixa na escala social por causa de sua associação com a escravidão. Estas eram pessoas de ascendência africana subsaariana. Muitos, especialmente da primeira geração, eram escravos, mas havia grandes comunidades de negros livres. Havia uma distinção entre os negros nascidos na África (negros bozales) e, portanto, possivelmente menos aculturados, os negros nascidos na Península Ibérica (negros ladinos), e os negros nascidos nas Índias, às vezes referidos como negros criollos.
Seu baixo status social era legalmente imposto. Eles eram proibidos por lei de ocupar muitos cargos, como o sacerdócio, e seu testemunho no tribunal era menos valorizado do que outros. Mas eles poderiam se juntar a milícias criadas especialmente para eles. Em contraste com a "regra de uma gota" estadounidense, que evoluiu nos Estados Unidos do final do século XIX, pessoas de ascendência negra mista eram reconhecidas como múltiplos grupos separados, como observado acima.

### Outros termos
Outros termos eufemísticos ou depreciativos existiram, como o torna atrás e o tente en el aire na Nova Espanha ou um requinterón no Peru, que implicava que uma pessoa tinha apenas um décimo sexto de ancestralidade negra nasceu com fenótipos africanos de os pais aparentemente brancos. Esses termos raramente eram usados em documentos legais e existiam principalmente no novo fenômeno espanhol das pinturas de casta, que mostravam possíveis misturas até várias gerações.

## Pinturas de casta no México do século XVIII

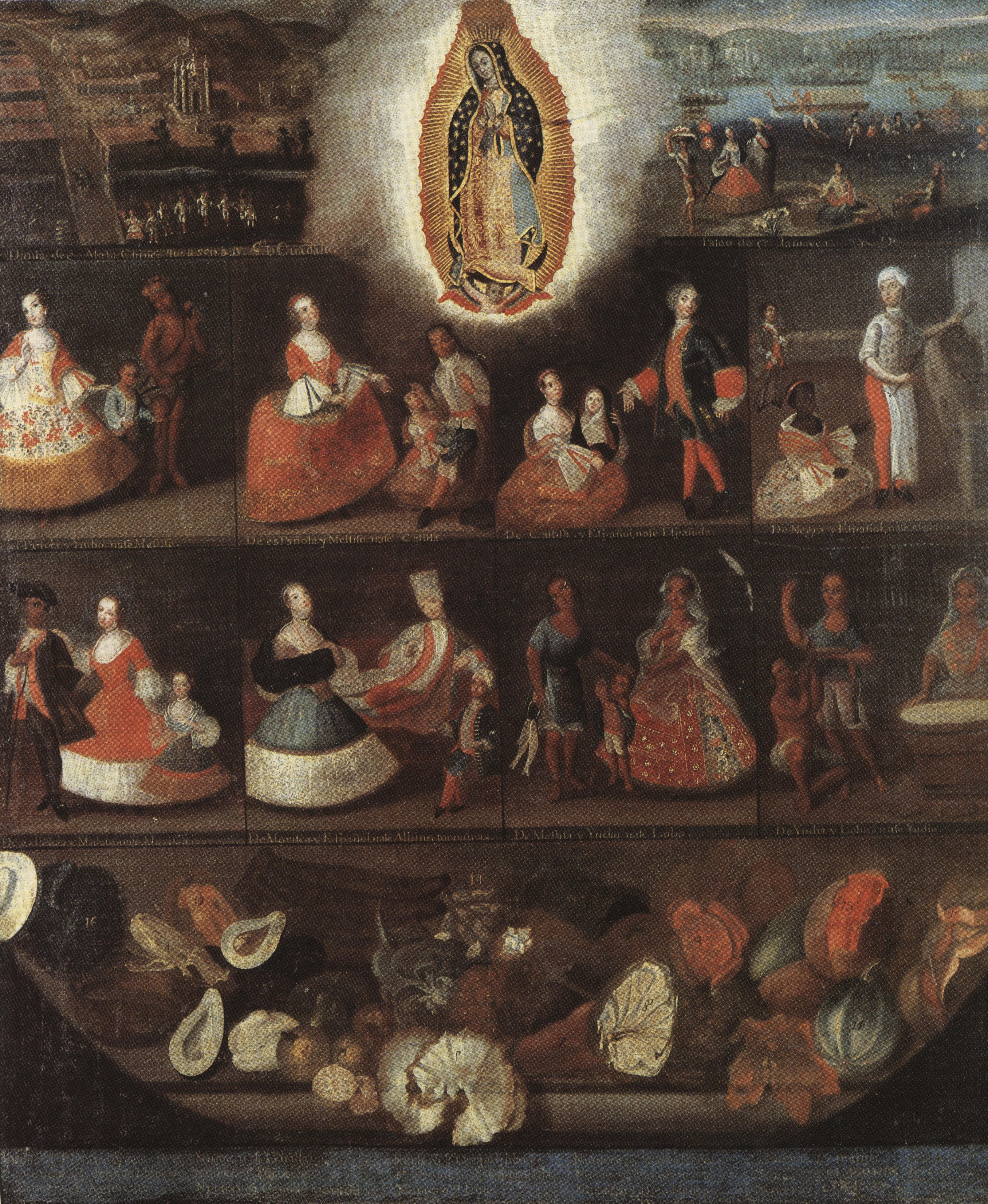
Luis de Mena, Virgem de Guadalupe e castas, 1750

O interesse do Iluminismo espanhol em organizar conhecimento e descrição científica resultou na encomenda de muitas séries de imagens que documentam as combinações raciais que existiam nas terras exóticas que a Espanha possuía do outro lado do mundo. Muitos conjuntos dessas pinturas ainda existem (cerca de cem conjuntos completos em museus e coleções particulares e muito mais pinturas individuais), de variada qualidade artística, geralmente consistindo de dezesseis pinturas representando o mesmo número de combinações raciais. Alguns dos melhores conjuntos foram feitos por artistas mexicanos proeminentes, como Miguel Cabrera, José Joaquín Magón (que pintou dois conjuntos), José de Ibarra e Juan Patricio Morlete Ruiz. Esses artistas trabalharam juntos nas guildas de pintura da Nova Espanha. Eles foram importantes artistas de transição na pintura de casta do século XVIII. Pelo menos um espanhol, Francisco Clapera, também contribuiu para o gênero das castas. Em geral, pouco se sabe da maioria dos artistas que assinaram seu trabalho; a maioria das pinturas de casta não é assinada.

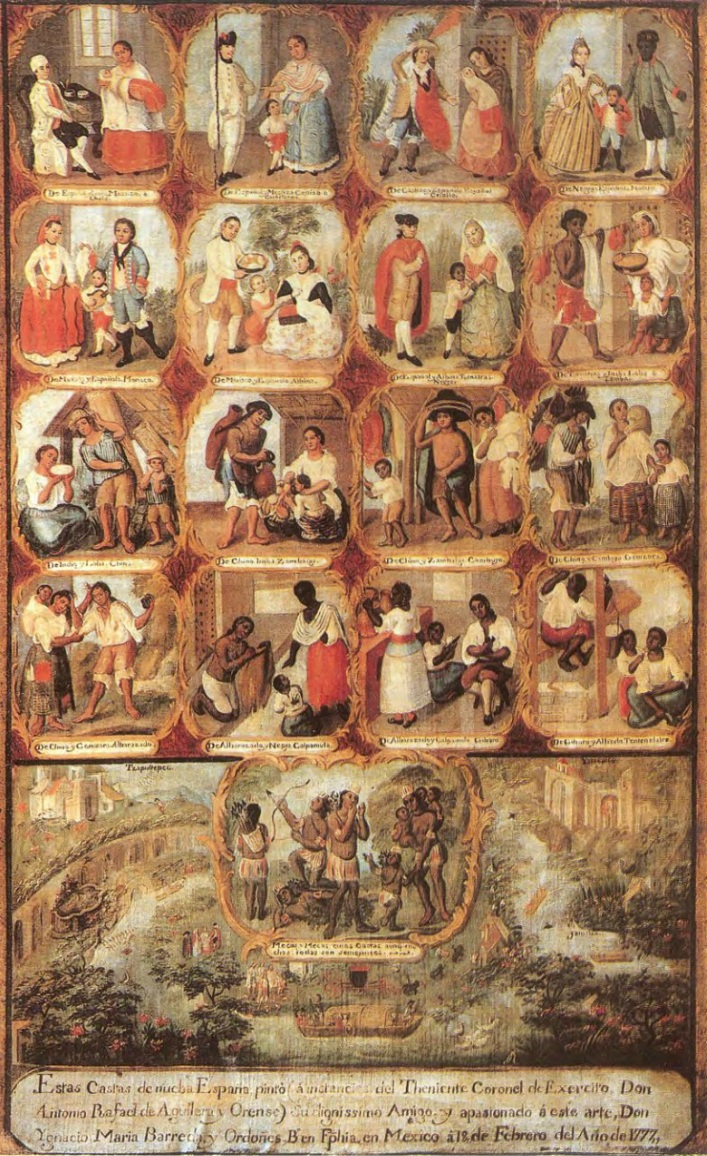
Ilustração do sistema de castas no Mexico.

Os temas gerais que emergem nessas pinturas são a "supremacia dos espanhóis", a possibilidade de os índios se tornarem espanhóis pela miscigenação com os espanhóis e a "regressão a um momento anterior de desenvolvimento racial" que a mistura com os negros causaria aos espanhóis. Essas séries geralmente retratam os descendentes de índios tornando-se espanhóis depois de três gerações de casamentos com espanhóis (geralmente a pintura "De español y castiza, español").
Em contraste, as misturas com os negros, tanto dos índios quanto dos espanhóis, levaram a um número desconcertante de combinações, com "termos fantasiosos" para descrevê-las. Em vez de levar a um novo tipo racial ou equilíbrio, elas levavam a desordem aparente. Termos como tente en el aire e no te entiendo ("Eu não entendo você") - e outros baseados em termos usados para animais: mulato (mula) e lobo (lobo), chino (derivado de cochino) significando "porco") - refletem o medo e a desconfiança com que as autoridades espanholas, a sociedade e aqueles que encomendaram essas pinturas viam esses novos tipos raciais.
Ao mesmo tempo, deve-se enfatizar que essas pinturas refletem as visões da sociedade crioula. As castas definiam-se de diferentes maneiras, e a forma como elas eram registradas em registros oficiais dependia da negociação entre a casta e a pessoa que criou o documento, seja uma certidão de nascimento, uma certidão de casamento ou um depoimento judicial. Na vida real, muitos indivíduos receberam diferentes categorias raciais em diferentes documentos, revelando a natureza fluida da identidade racial na sociedade colonial hispano-americana.
Na Nova Espanha, um dos vice-reinados do Império Espanhol, as pinturas de casta ilustravam a posição de cada pessoa no Novo Mundo no sistema. Estas pinturas dos séculos XVIII e XIX eram populares na Espanha e em outras partes da Europa. Eles refletiam o senso de superioridade racial dos espanhóis, ilustrando uma sociedade hierárquica ordenada, na qual o status socioeconômico dependia da cor da pele e da limpieza de sangre (pureza do sangue).
Algumas pinturas retratam o caráter inato e a qualidade das pessoas devido ao seu nascimento e origem étnica. Por exemplo, de acordo com uma pintura de José Joaquín Magón, um mestiço era considerado geralmente humilde, tranquilo e direto; enquanto outra pintura afirma que o cambujo é geralmente lento, preguiçoso e pesado. Em última análise, as pinturas casta são lembretes dos preconceitos coloniais na história humana moderna que ligaram uma sociedade étnica/casta com base na descendência, cor da pele, status social e seu nascimento.
Muitas vezes, pinturas de casta descreviam itens de commodities da América Latina como o pulque, a bebida alcoólica fermentada das classes mais baixas. Pintores retrataram interpretações de pulque que foram atribuídas a castas específicas. O abuso de pulque foi mostrado em algumas pinturas de casta como uma crítica social das castas inferiores, e o desejo espanhol de regulação sobre o consumo e distribuição de pulque.

### Conjuntos de pinturas de casta
Aqui são apresentadas três conjuntos de pinturas de casta. Note que eles só concordam com as cinco primeiras combinações, que são essencialmente as indígenas-brancas. Não há acordo sobre as misturas negras, no entanto. Além disso, nenhuma lista deve ser considerada "autoritativa". Esses termos teriam variado de região para região e em períodos de tempo. As listas aqui provavelmente refletem os nomes que o artista conheceu ou preferiu, os que o patrono pediu para serem pintados ou uma combinação de ambos.
| Miguel Cabrera, 1763 | Anônimo (Museo del Virreinato) | Andrés de Islas, 1774 |
| 1. De Español y d'India; Mestiza 2. De español y Mestiza, Castiza 3. De Español y Castiza, Español 4. De Español y Negra, Mulata 5. De Español y Mulata; Morisca 6. De Español y Morisca; Albina 7. De Español y Albina; Torna atrás 8. De Español y Torna atrás; Tente en el aire 9. De Negro y d'India, China cambuja. 10. De Chino cambujo y d'India; Loba 11. De Lobo y d'India, Albarazado 12. De Albarazado y Mestiza, Barcino 13. De Indio y Barcina; Zambuigua 14. De Castizo y Mestiza; Chamizo 15. De Mestizo y d'India; Coyote 16. Indios gentiles (Heathen Indians) | 1. Español con India, Mestizo 2. Mestizo con Española, Castizo 3. Castiza con Español, Española 4. Español con Negra, Mulato 5. Mulato con Española, Morisca 6. Morisco con Española, Chino 7. Chino con India, Salta atrás 8. Salta atras con Mulata, Lobo 9. Lobo con China, Gíbaro (Jíbaro) 10. Gíbaro con Mulata, Albarazado 11. Albarazado con Negra, Cambujo 12. Cambujo con India, Sambiaga (Zambiaga) 13. Sambiago con Loba, Calpamulato 14. Calpamulto con Cambuja, Tente en el aire 15. Tente en el aire con Mulata, No te entiendo 16. No te entiendo con India, Torna atrás | 1. De Español e India, nace Mestizo 2. De Español y Mestiza, nace Castizo 3. De Castizo y Española, nace Española 4. De Español y Negra, nace Mulata 5. De Español y Mulata, nace Morisco 6. De Español y Morisca, nace Albino 7. De Español y Albina, nace Torna atrás 8. De Indio y Negra, nace Lobo 9. De Indio y Mestiza, nace Coyote 10. De Lobo y Negra, nace Chino 11. De Chino e India, nace Cambujo 12. De Cambujo e India, nace Tente en el aire 13. De Tente en el aire y Mulata, nace Albarazado 14. De Albarazado e India, nace Barcino 15. De Barcino y Cambuja, nace Calpamulato 16. Indios Mecos bárbaros (Barbarian Meco Indians) |

### Galeria de Pinturas de Casta

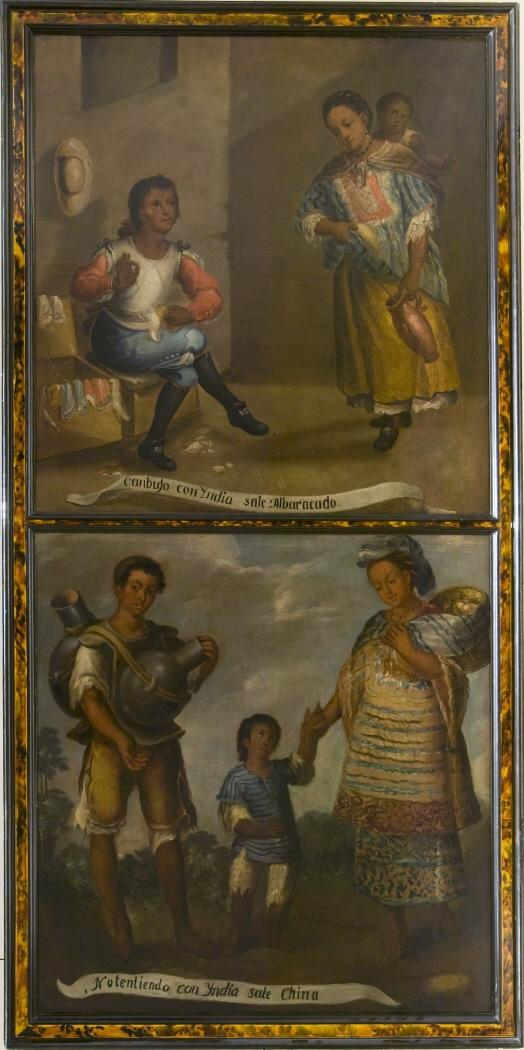
Canbujo con Yndia sale Albaracado / Notentiendo con Yndia sale China, óleo sobre a tela, 222 x 109 cm, Madrid, Museo de América
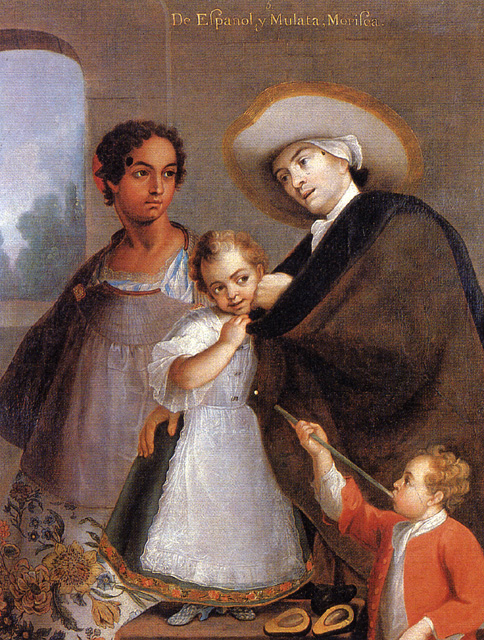
Miguel Cabrera "Do espanhol e Mulata: Morisca"
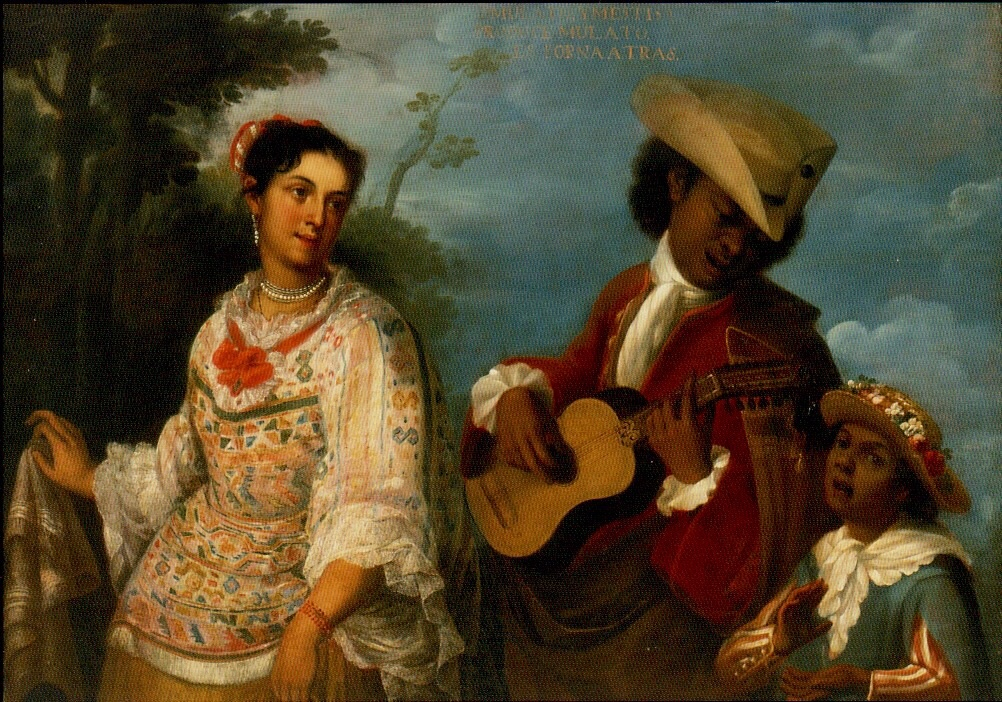
"Mulato e Mestiça, produzem mulato, ele é Torna Atrás" por Juan Rodríguez Juárez
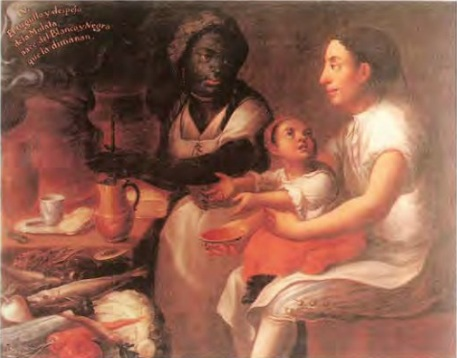
José Joaquín Magón, A Mulata - da série As castas mexicanas
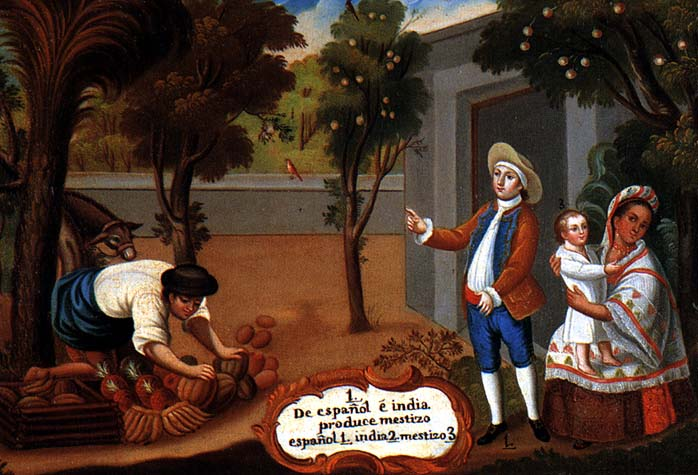
De español e india, produce mestizo
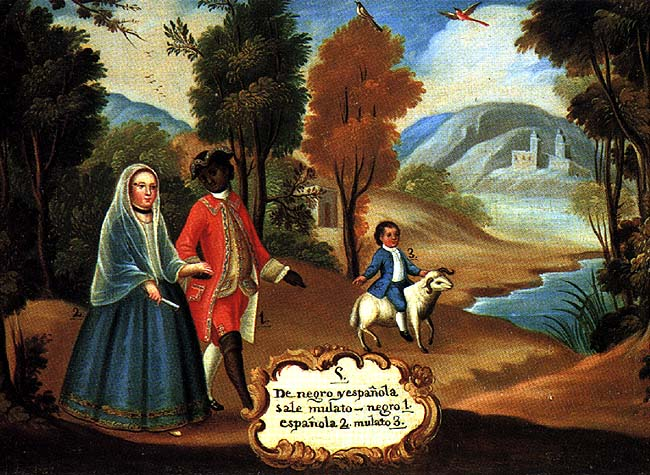
De negro y española, sale mulato
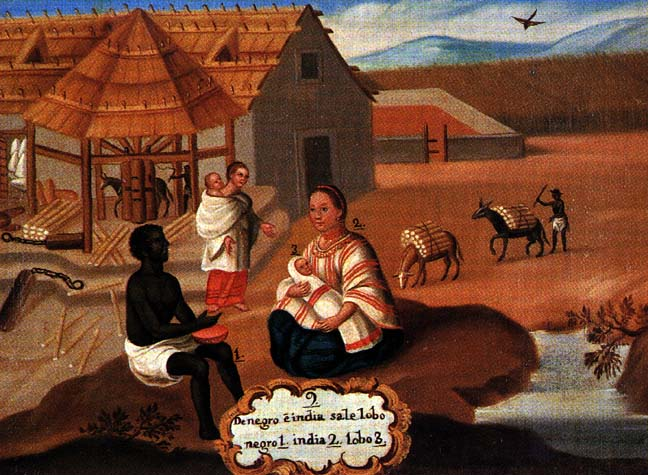
De negro e india, sale lobo
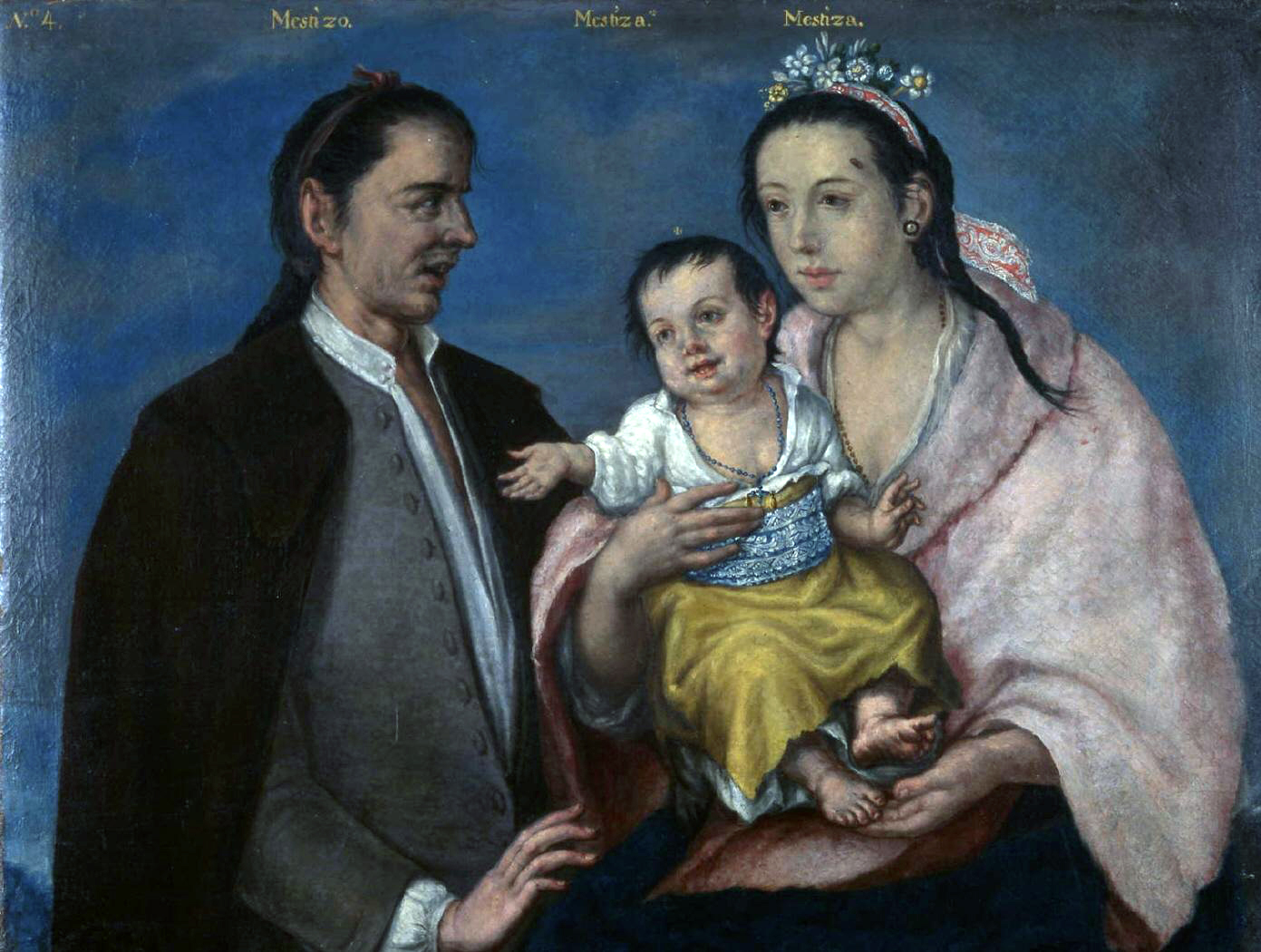
Mestizo, Mestiza, Mestizo Exemplo de uma pintura de casta peruana, mostrando casamentos entre uma categoria de casta.
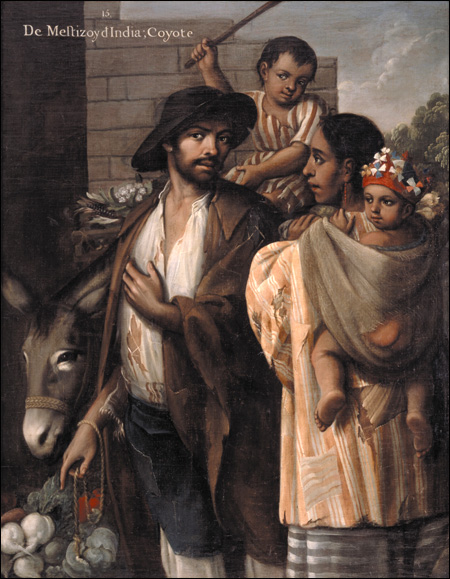
De mestizo e india, sale coiote

### Raça e mestiçagem
- Castleman, Bruce A. "Social Climbers in a Colonial Mexican City: Individual Mobility within the Sistema de Castas in Orizaba, 1777-1791." Colonial Latin American Review, vol. 10, No. 2, 2001.
- Cope, R. Douglas. The Limits of Racial Domination: Plebeian Society in Colonial Mexico City, 1660-1720. Madison: University of Wisconsin Press, 1994. ISBN 978-0-299-14044-1
- Fisher, Andrew B. and Matthew D. O'Hara, eds. Imperial Subjects: Race and Identity in Colonial Latin America. Durham: Duke University Press 2009.
- Leibsohn, Dana, and Barbara E. Mundy, "Reckoning with Mestizaje," Vistas: Visual Culture in Spanish America, 1520-1820 (2015). http://www.fordham.edu/vistas.
- MacLachlan, Colin M. and Jaime E. Rodríguez O. The Forging of the Cosmic Race: A Reinterpretation of Colonial Mexico, expanded edition. Berkeley: University of California Press, 1990. ISBN 0-520-04280-8
- Martínez, María Elena. Genealogical Fictions: Limpieza de Sangre, Religion, and Gender in Colonial Mexico. Stanford, Stanford University Press, 2008. ISBN 978-0-8047-5648-8
- McCaa, Robert. "Calidad, Class, and Marriage in Colonial Mexico: The Case of Parral 1788-90." Hispanic American Historical Review 64, no. 3. (aug. 1984): 477-501.
- Mörner, Magnus. Race Mixture in the History of Latin America. Boston: Little Brown, 1967.
- O'Crouley, Sn Pedro Alonso. A Description of the Kingdom of New Spain. Translated and edited by Sean Galvin. john Howell Books 1972.
- Ramos-Kittrell, Jesús. Playing in the Cathedral: Music, Race, and Status in New Spain. New York: Oxford University Press 2016.
- Rosenblat, Angel. El mestizaje y las castas coloniales: La población indígena y el mestizaje en América. buenos Aires, Editorial Nova 1954.
- Seed, Patricia. To Love, Honor, and Obey in Colonial Mexico: Conflicts Over Marriage Choice, 1574-1821. Stanford: Stanford University Press, 1988. ISBN 978-0-8047-1457-0
- Seed, Patricia. "Social Dimensions of Race: Mexico City 1753." Hispanic American Historical Review 62, no. 4. (Nov. 1982) pp. 569–606.
- Valdés, Dennis N. "Decline of the Sociedad de Castas in Eighteenth-Century Mexico." PhD dissertation, University of Michigan 1978.

### Pintura de casta
- Carrera, Magali M. Imagining Identity in New Spain: Race, Lineage, and the Colonial Body in Portraiture and Casta Paintings. Austin, University of Texas Press, 2003. ISBN 978-0-292-71245-4
- Cline, Sarah. "Guadalupe and the Castas: The Power of a Singular Colonial Mexican Painting." Mexican Studies/Esudios Mexicanos Vol. 31, Issue 2, Summer 2015, pages 218-46
- Cummins, Thomas B. F. "Casta Painting: Images of Race in Eighteenth-Century Mexico" (Book review). The Art Bulletin (March 2006).
- Dean, Carolyn and Dana Leibsohn, "Hybridity and Its Discontents: Considering Visual Culture in Colonial Spanish America," Colonial Latin American Review, vol. 12, No. 1, 2003.
- Earle, Rebecca, "The Pleasures of Taxonomy: Casta Paintings, Classification, and Colonialism." The William and Mary Quarterly, vol. 73, No. 2 (July 2016), pp. 427–466.
- Estrada de Gerlero, Elena Isabel. "Representations of 'Heathen Indians' in Mexican Casta Painting," in New World Orders, Ilona Katzew, ed.  New York: Americas Society Art Gallery 1996.
- García Sáiz, María Concepción. Las castas mexicanas: Un género pictórico americano. Milan: Olivetti 1989.
- García Sáiz, María Concepción, "The Artistic Development of Casta Painting," in New World Orders, Ilona Katzew, ed. New York: Americas Society Art Gallery, 1996.
- Katzew, Ilona. "Casta Painting: Identity and Social Stratification in Colonial Mexico," New York University, 1996.
- Katzew, Ilona, ed. New World Orders: Casta Painting and Colonial Latin America. New York: Americas Society Art Gallery 1996.
- Katzew, Ilona. Casta Painting: Images of Race in Eighteenth-Century Mexico. New Haven: Yale University Press, 2004. ISBN 978-0-300-10971-9